# 泰亞卡鄉
46°55′N 24°31′E / 46.917°N 24.517°E
泰亞卡鄉（羅馬尼亞語：Comuna Teaca, Bistrița-Năsăud），是羅馬尼亞的鄉份，位於該國西北部，由比斯特里察-訥瑟烏德縣負責管轄，面積141平方公里，海拔高度349米，2007年人口6,015，人口密度每平方公里43人。